# Wheatstone (Einheit)
Das Wheatstone (Einheitenzeichen: wheatstone), benannt nach dem englischen Physiker Charles Wheatstone, war eine 1843 im Vereinigten Königreich eingeführte Maßeinheit des Elektrischen Widerstands. Sie wurde definiert als der Elektrische Widerstand, der bei einer Kupferleitung von 1 Fuß Länge mit einer Masse von 100 Grain auftritt.
1 wheatstone = 0,0025 Ohm